# Philip Scrubb
Philip Alexander Scrubb (Richmond, British Columbia, 27 de noviembre de 1992) es un jugador de baloncesto canadiense, con pasaporte británico, que juega para el Club Basquet Coruña de la Liga Endesa. Con 1,94 metros de altura, juega en la posición de escolta. Es hermano del también baloncestista Thomas Scrubb.

## Profesional
Jugador formado en los Carleton Ravens, Scurbb ha dominó durante sus cinco años el baloncesto canadiense, ganando con los Ravens (equipo universitario de Carleton) cinco títulos consecutivos de CIS. Además ganó tres trofeos de MVP durante su periplo universitario, ascendiendo hasta ser considerado el jugador más habilidoso que haya jugado en la CIS. Llegó en 2015 a Grecia para jugar en las filas del AEK Atenas B.C. Apenas tuvo oportunidades en el AEK de Atenas, su primer equipo como profesional.
El jugador probó suerte en las Ligas de Verano de Orlando y Las Vegas con Vancouver Grizzlies y Toronto Raptors. Destaca por su buen físico y su acierto en el lanzamiento de tres puntos.
En 2016, logra ser campeón de la FIBA Europe Cup, en la última edición del torneo de clubes realizado por la FIBA, el equipo alemán supera al Pallacanestro Varese en una emocionante final, así el Fraport Skyliners consigue su primer título internacional.
El 21 de agosto de 2021, firma por el BC Avtodor de la VTB United League.
El 9 de marzo de 2022, firma por el Monbus Obradoiro de la Liga ACB, la primera división del baloncesto en España.
El 13 de abril de 2023, firma por el Niagara River Lions de la Canadian Elite Basketball League, la máxima división canadiense.
El 6 de agosto de 2023, firma por el Bahçeşehir Koleji S.K. de la BSL, la máxima división turca.
El 2 de agosto de 2024, firma por el Club Basquet Coruña de la Liga Endesa.

### Selección nacional
Con las selecciones júnior de Canadá fue integrante del equipo que disputó el FIBA Américas Sub-18 de San Antonio 2010 y que ganó el bronce.
Ya con la absoluta, en verano de 2015, se proclamó campeón de la Copa Tuto Marchand en Puerto Rico para después promediar 7,6 puntos, 2,5 asistencias y 1,9 rebotes en el FIBA Américas en el que su país se colgó el bronce.
Durante agosto y septiembre de 2023 fue integrante de la selección de Canadá que participó en el Mundial de 2023 celebrado en Asia, y que consiguió el bronce, tras vencer a Estados Unidos en la final de consolación.